# Mathieu-Ignace Van Brée
Pour les articles homonymes, voir Van Brée.
Mathieu-Ignace Van Brée, né à Anvers le 22 février 1773 et mort dans la même ville le 15 décembre 1839, est un peintre, sculpteur et architecte belge.
Mathieu-Ignace Van Brée se forme initialement à Anvers avant de s'instruire à Paris en 1796. Il remporte le second prix de Rome en 1797. Sa palette, initialement de style et de thèmes néo-classiques, évolue, après 1814, vers la peinture d'histoire relative aux sujets d'inspiration flamande et se rapprochant de l'univers pictural de Rubens. 
Professeur à l'académie royale des beaux-arts d'Anvers dès 1803, il devient le directeur de cette institution qu'il réorganise de 1827, jusqu'à sa mort en 1839. 

## Biographie

### Débuts
Mathieu-Ignace Van Brée, né à Anvers en 1773, est le fils d'André Jacques Van Brée (1747-1809), peintre décorateur et d'Anne Catherine Ooms (1747-1808). Il se livre de bonne heure à l'étude du dessin, de la peinture et des sciences qui s'y rattachent. Dans un premier temps, il est l'élève de Petrus van Regemorter à l'Académie de peinture d'Anvers. En 1796, il se rend à Paris, où il devient l'élève du peintre parisien François-André Vincent. En 1797 il est lauréat d'un deuxième prix de Rome de l'Académie royale de peinture et de sculpture de Paris pour La mort de Caton d’Utique,.
Son frère cadet, Philippe-Jacques van Bree, devient aussi peintre.

### Professorat
Le baron d'Aboville, alors préfet de la ville d'Anvers, valorise les qualités artistiques de Van Brée en le nommant professeur à l'Académie de peinture d'Anvers en 1803, puis premier professeur en 1807. Entretemps, Mathieu-Ignace Van Brée épouse Maria Begga Van Pelt, dont il a un fils Julien (1805-1851). En 1817, Mathieu-Ignace Van Brée est nommé  peintre ordinaire » du prince d'Orange. En été 1821, Van Brée se rend à Florence et à Rome avec son élève Ferdinand de Braekeleer pour y parfaire ses connaissances. Un autre de ses élèves, Louis Riquier, épouse à Paris en 1824 Marie Catherine Thérèse Van Brée (1783-1847), sœur cadette de Mathieu-Ignace Van Brée. Parmi ses élèves figurent également Théodore Schaepkens, Jean Baptiste Van Rooy et Jean Charles Carpentero.
En 1827, Mathieu-Ignace Van Brée succède à Guillaume Herreyns à la direction de l'académie d'Anvers. Van Brée réorganise l'établissement et entreprend, parfois à ses frais, plusieurs voyages desquels il ramène des plâtres pour constituer la collection sur laquelle ses élèves travaillent. Van Brée est également un excellent anatomiste et met à profit son entendement de cette science lors des leçons qu'il dispense.

### Dernières années
Il exerce jusqu'à sa mort les fonctions de directeur de l'académie d'Anvers, où lui succède Gustave Wappers. Son frère cadet Philippe-Jacques van Bree, établi à Bruxelles, est également un artiste peintre de renom. Mathieu-Ignace Van Brée, de santé fragile, meurt d'une attaque d'apoplexie le 15 décembre 1839 dans son domicile à Anvers, après avoir été administré des derniers sacrements. Trois jours plus tard, après un service funèbre à l'église Saint-Antoine, il est inhumé au cimetière de Saint-Willibrord, faubourg d'Anvers, en présence de près de mille personnes et de vingt voitures. En reconnaissance de sa carrière, la ville d'Anvers offre une pension à sa veuve Maria Begga Van Pelt.

## Œuvres

### Réception critique
L'historien belge André Van Hasselt écrit en 1853 :

« Invention, science de composition et de dessin, sentiment de la grandeur des lignes et de l'arrangement des groupes, mais absence complète de vigueur et d'énergie pour arriver aux effets voulus de la grande peinture historique ; en un mot, Van Brée doit être plutôt considéré comme théoricien que comme praticien[...] Van Brée eut quelques fois des velléités de coloris, sensibles surtout dans ses esquisses, où cette qualité se révèle avec une spontanéité et une liberté de pinceau remarquables ; mais elles disparaissent aussitôt qu'il veut soumettre son idée à une exécution plus serrée. Alors, il devient raide, guindé, méconnaissable, presque conventionnel […] Van Brée était malgré tout l'artiste universel. »

### Évolution de sa palette
D'abord inscrit dans un style néo-classique français, illustrant des thèmes inspirés de l'Antiquité, Van Brée s'adonne, après le départ des Français en 1814, à la peinture de tableaux historiques retraçant l'histoire hollandaise et flamande. Son style devient également plus évocateur de Rubens dans son utilisation d'un pinceau plus lâche et d'une palette plus chaude. Ses peintures historiques offrent souvent de grandes dimensions et asseyent sa réputation de son vivant. Il a également peint des croquis à l'huile, plus petits et colorés et ce sont ces œuvres qui sont, au début du XXIe siècle, les plus estimées. Il a également réalisé quelques sculptures.

### Œuvres

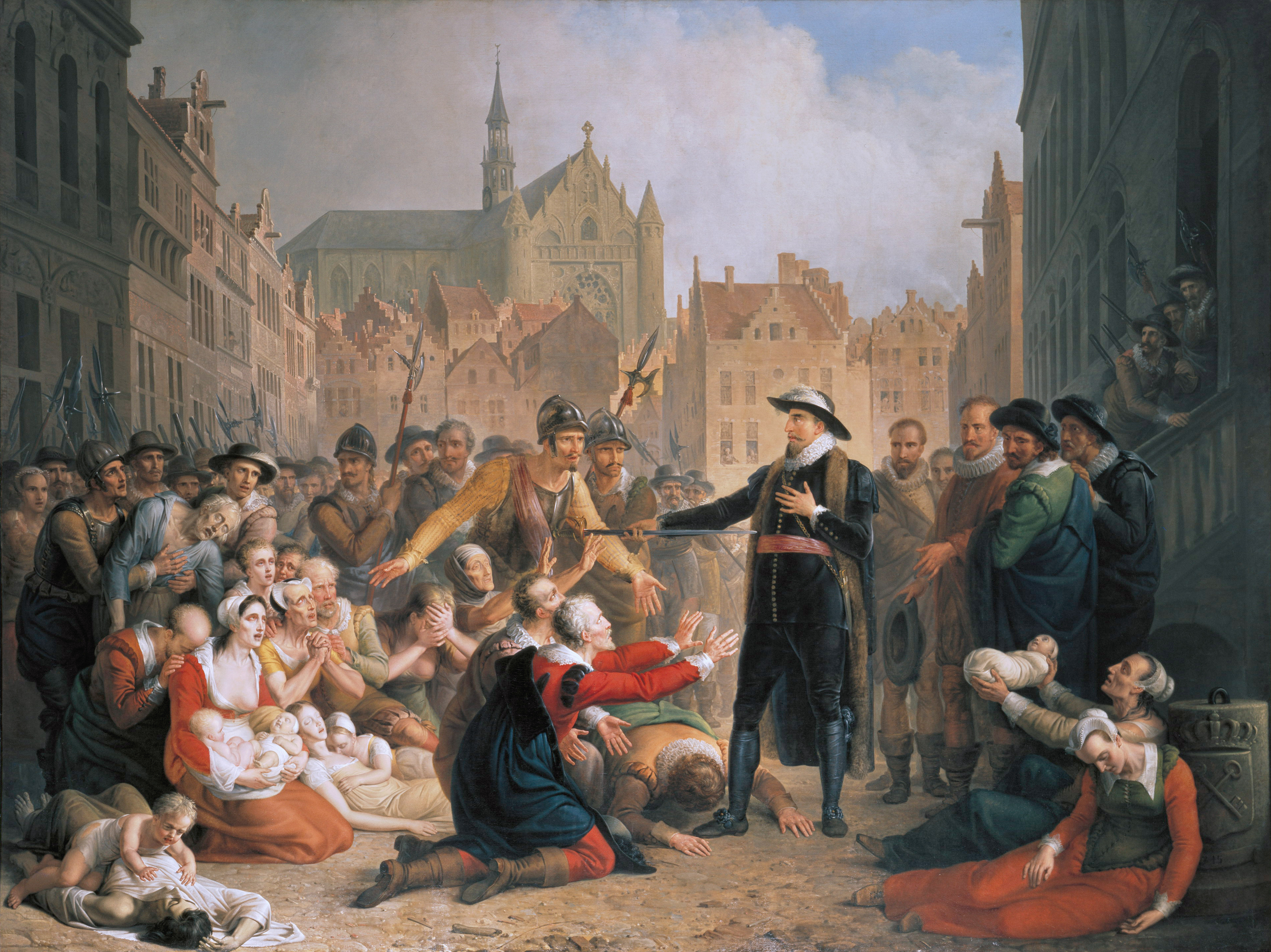
Le Sacrifice du bourgmestre van der Werf, 1817, musée de Lakenhal

Quelques œuvres de Van Brée , :

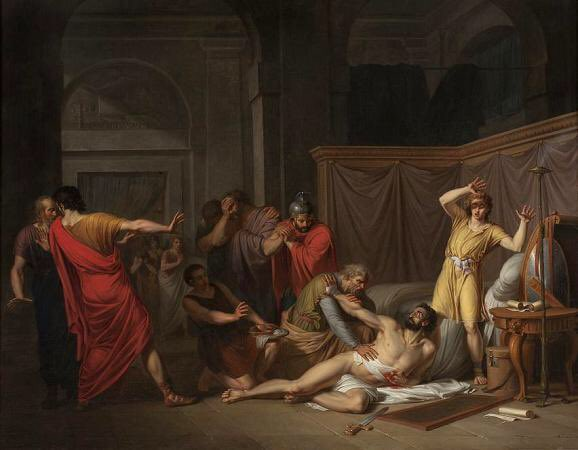
La Mort de Caton, second prix de Rome en 1797, musée royal des Beaux-Arts d'Anvers.

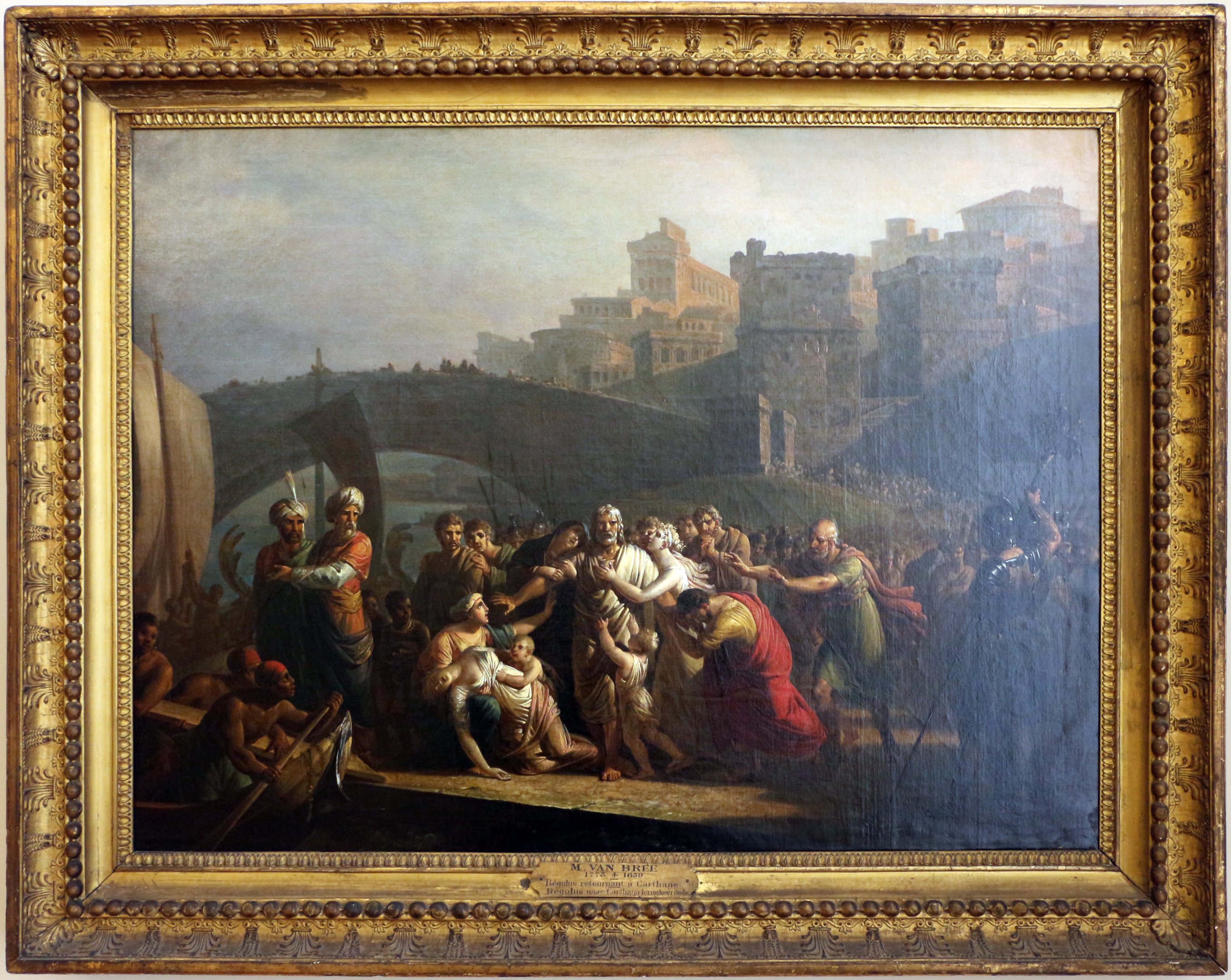
Régulus retournant à Carthage, 1804, Bruxelles, musées royaux des Beaux-Arts de Belgique.

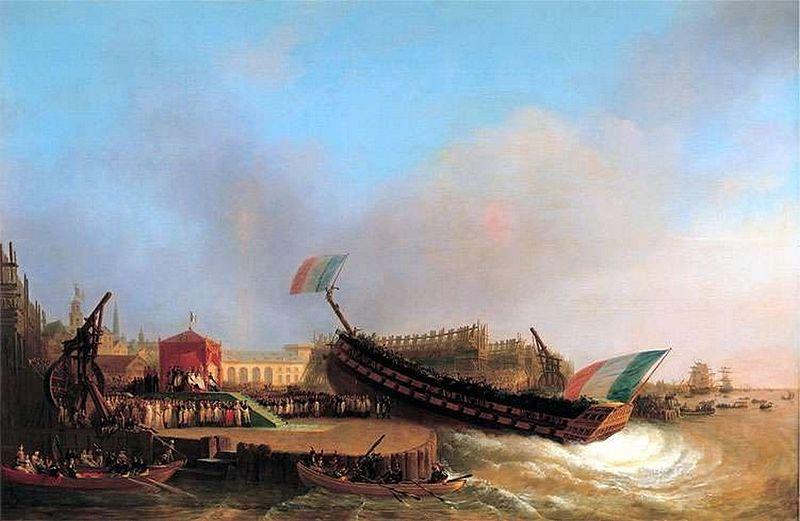
Lancement du “Friedland”, 1810, localisation inconnue.

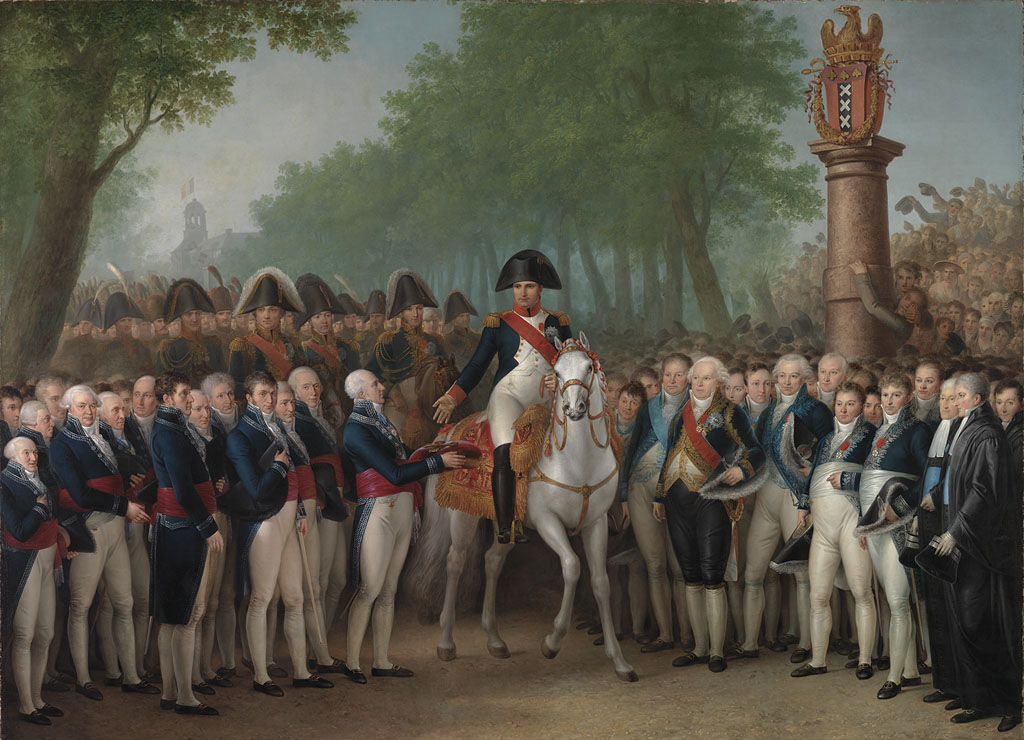
Entrée de l'empereur Napoléon le 9 octobre 1811, musée d'Amsterdam.

- La Mort de Caton, 1797, musée royal des Beaux-Arts d'Anvers.
- Portrait de Cuvier, 1798, localisation inconnue.
- Régulus retournant à Carthage, 1804, Bruxelles, musées royaux des Beaux-Arts de Belgique.
- Le Baptême de Saint-Augustin, 1805, église d'Anvers[Laquelle ?].
- Entrée de Bonaparte et de Joséphine à Anvers, le 18 juillet 1803, 1807, Versailles, château de Versailles.
- Lancement du “Friedland”, 1810, localisation inconnue.
- Le Tirage au sort des jeunes Athéniennes dévouées au Minotaure, 1812, esquisse à Bruxelles.
- La Piscine, localisation inconnue.
- Entrée de l'empereur Napoléon le 9 octobre 1811, 1812 ou 1813, musée d'Amsterdam.
- Le Duc de Brunswick sur son lit de mort, 1814, localisation inconnue.
- Jacqueline de Bavière recevant Borselen dans sa prison, 1814, localisation inconnue.
- L'Ambassadeur d'Espagne rendant visite à l'amiral de Ruyter, dit le « héros de la mer », localisation inconnue.
- Le sacrifice du bourgmestre van der Werf, 1816, Salon de Paris de 1817, hôtel de ville de Leyde.
- Installation de l'université de Gand, localisation inconnue.
- Le Dévouement de Jeanne Sébus, 1818, musée royal des Beaux-Arts d'Anvers.
- Guillaume d'Orange devant Hembise et les factieux de Gand, 1819, hôtel de ville de Gand.
- Esquisse du tombeau de J.B. Pisson, architecte, 1819, Société royale des beaux-arts de Gand.
- Distribution des médailles aux industriels des Pays-Bas, 1820, Gand.
- Ugolin et ses enfants condamnés à mourir de faim, localisation inconnue.
- Portrait du pape Pie VII, 1821, Vatican.
- Portrait en pied de Guillaume Ier roi des Pays-Bas, 1821, localisation inconnue.
- Portrait de général Delaitre, comte de Tilly, dessin, Paris, musée du Louvre.
- L'Annonciation, grisaille, cathédrale Notre-Dame d'Anvers.
- Le Mariage de la Vierge, grisaille, cathédrale Notre-Dame d'Anvers.
- La Visitation, grisaille, cathédrale Notre-Dame d'Anvers.
- Jésus guérissant les malades, 1824, cathédrale Notre-Dame d'Anvers.
- Byling quittant sa famille, Salon d'Anvers de 1825, localisation inconnue.
- Portrait de Rubens, en terre cuite, 1826, musée des Beaux-Arts d'Anvers.
- Portrait du baron de Keverberg, plâtre, localisation inconnue.
- Manœuvre d'une flotte sur l'Escaut, marine, localisation inconnue.
- La Mort de Rubens, 1827, musée des Beaux-Arts d'Anvers.
- Le Christ devant Pilate, 1829, église Saint-Michel de Louvain.
- Le dernier jour de Missolonghi, localisation inconnue.
- Le jeune Métellus défendant son père devant le tribunal de Rome, localisation inconnue.
- Apollon parmi les bergers, 1833, Salon de Gand de 1835, localisation inconnue.
- Jésus appelant à lui les petits enfants, 1833, localisation inconnue.
- Les Âmes du purgatoire, cathédrale Saint-Martin d'Ypres.
- Jeune femme éplorée tenant dans ses bras un vieillard expirant, localisation inconnue.
- Sainte-Famille, localisation inconnue.
- Portrait de Pierre André Pierets von Croonenburg, maire de Malines, pour ses 80 ans, 1836, localisation inconnue.

## Élèves
- Ferdinand de Braekeleer
- Jean Charles Carpentero
- Louis Gallait
- Louis Ricquier
- Barthélemy Vieillevoye
- Gustave Wappers
- Antoine Wiertz
- Pierre-Joseph Witdoeck
- Antoine Van Ysendyck

Œuvres de Mathieu-Ignace Van Brée
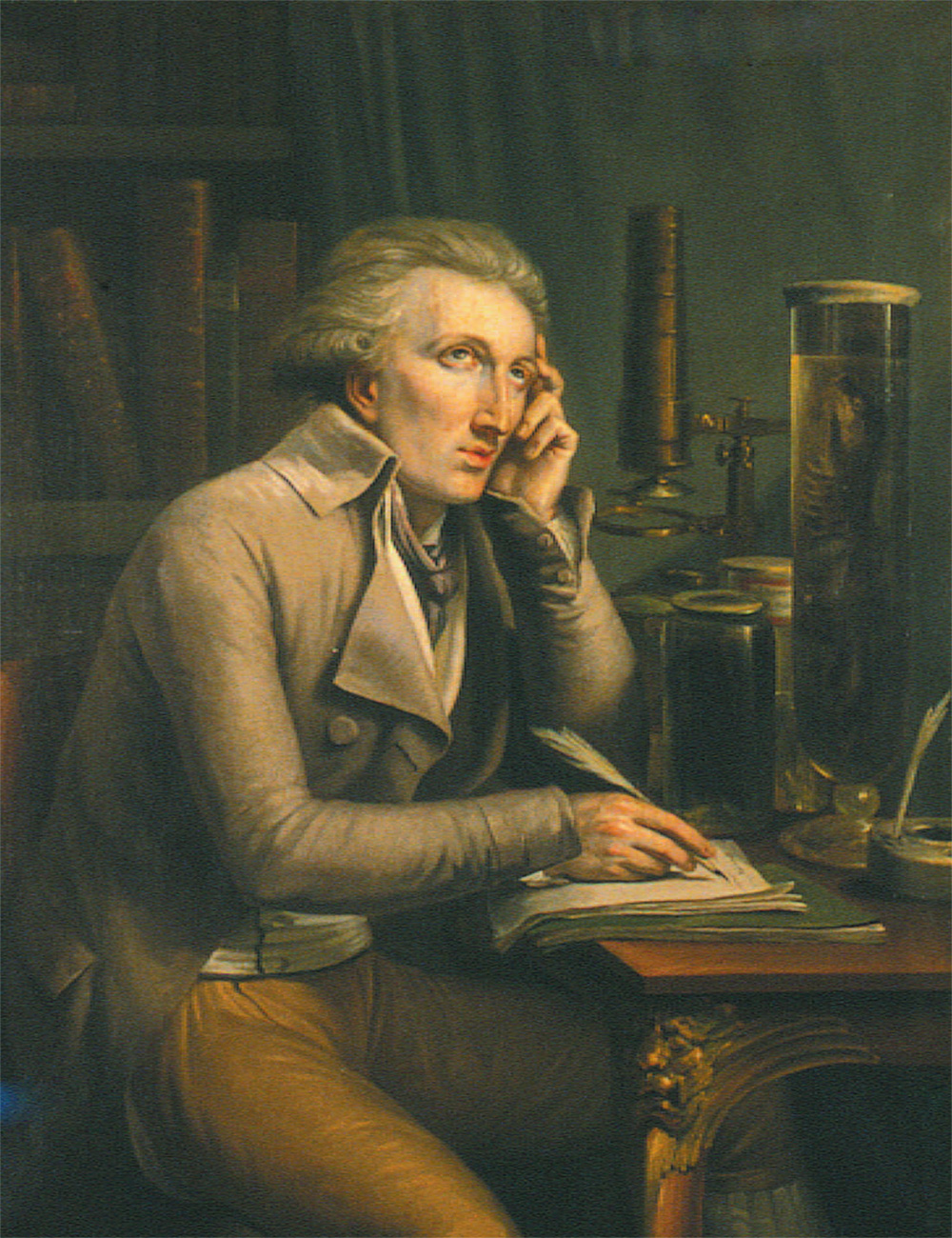
Portrait de Georges Cuvier, localisation inconnue.
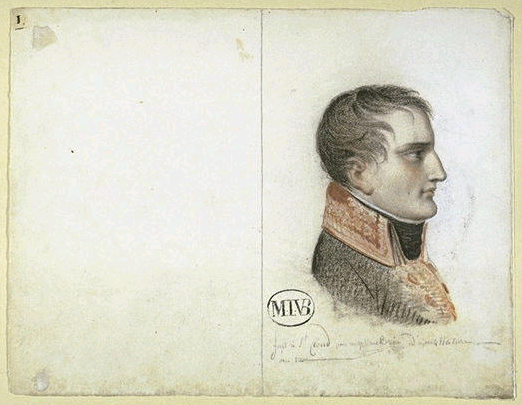
Napoléon Bonaparte, premier Consul, de profil, tourné à droite, château de Versailles.
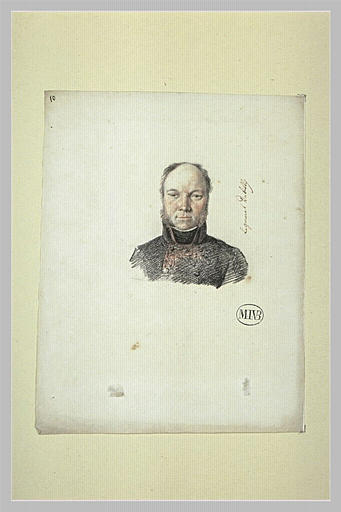
Portrait du général Delaistre de Tilly, Paris, musée du Louvre.
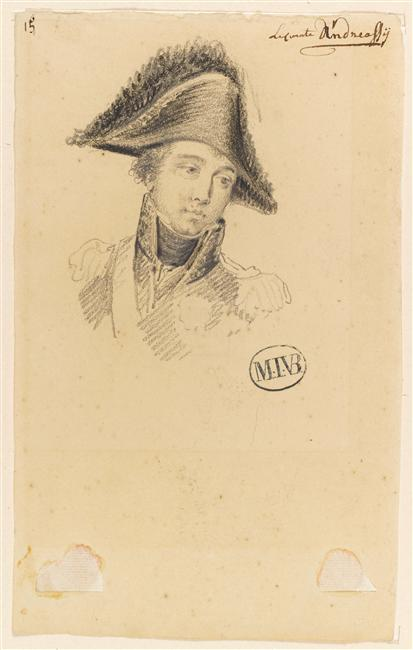
Portrait du comte Andréossy, Paris, musée du Louvre.
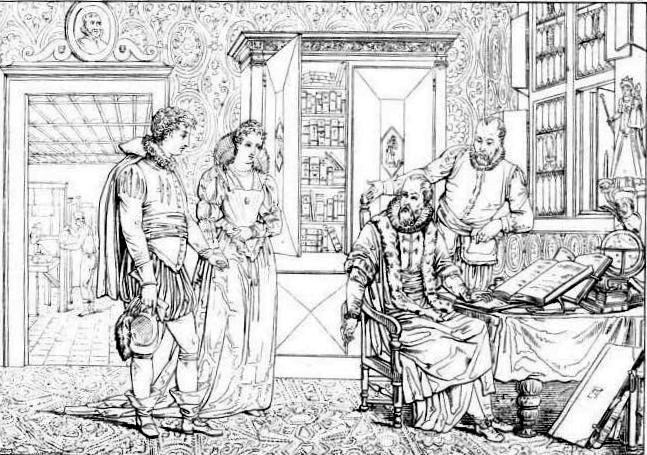
Rubens présenté à Juste Lipse par Mme Moretus fille de Christophe Plantin, gravure d'après Van Brée.
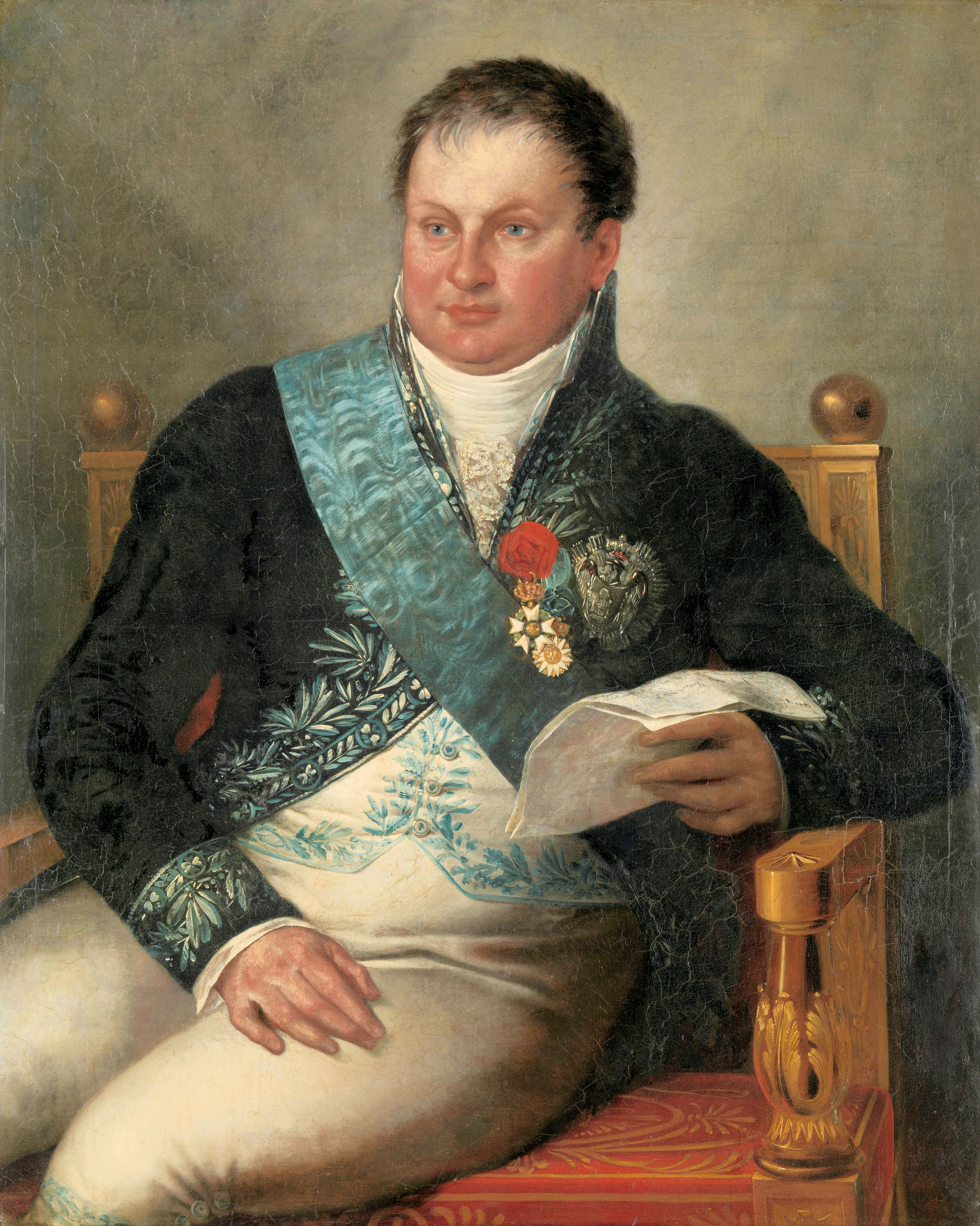
Alexander Gogel, Rijksmuseum Amsterdam.

## Distinctions
Mathieu-Ignace Van Brée est nommé:
- Chevalier de l'ordre de Léopold (Belgique, 26 avril 1837) ;
- Chevalier de l'ordre du Lion néerlandais ;
- Chevalier de l'ordre du Faucon blanc (Grand-duché de Saxe-Weimar-Eisenach, 1819) ;
- Chevalier de l'ordre de l'Éperon d'or (Vatican, 1821).

Une statue en son honneur, réalisée par son élève Jean-Baptiste De Cuyper, est inaugurée en 1852 dans le jardin de l'Académie d'Anvers.